# BW Offshore
BW Offshore é uma empresa norueguesa que é proprietária e operadora de diversas Unidades flutuantes de armazenamento e transferência e de serviços de transportes flutuante para a indústria de petróleo e gás,sua sede esta em Oslo na Noruega.
A empresa esta listada na Bolsa de Valores de Oslo e o BW Group é o maior acionista da companhia com 49,91% das ações em 28 de fevereiro de 2025.
Foi fundada em 1982 e é originaria da empresa de navegação da Noruega Bergesen d.y. e que adquiriu seu primeiro navio para operar em Angola, em 2003 a Bergesen foi adaquirada pela  World-Wide Shipping e que por sua vez em 2005 se transformou em Bergesen Worldwide ou BW e um ano depois ela foi listada na Bolsa Norueguesa.
Em fevereiro de 2007, a BW Offshore adquiriu a norte-americana Advanced Production and Loading ou APL e que se tornou a sua divisão de tecnologia. A APL, era especialista em engenharia e fornecimento de sistemas de descarregamento e transferência para navios e terminais. Ela forneceu equipamentos de carregamento para navios de produção, navios de armazenamento e petroleiros em diversas regiões do mundo. Em 2006, a APL entrou no mercado de contratação de plataformas FPSO ao estabelecer a Nexus Floating Production, que consequentemente também passou a ser controlada pela BW Offshore. Em 2010, a BW Offshore vendeu a APL para a National Oilwell Varco.
Ainda em 2010 comprou a 76,12% da Prosafe Production Public Ltd. por 489 milhões de dólares, antes da compra, a BW Offshore Limited já possuía 23,88% e, portanto, concluiu a aquisição de 100% da Prosafe Production, esta aquisição tornou a BW Offshore uma das líderes mundiais em navios FPSO.